# Raikküla
Raikküla è un comune rurale dell'Estonia centrale, nella contea di Raplamaa. Il centro amministrativo è la località (in estone küla) di Tamme.

## Località
Oltre al capoluogo, il comune comprende altre 21 località:
Jalase - Kaigepere - Keo - Koikse - Kõrvetaguse - Lipa - Lipametsa - Loe - Lõpemetsa - Metsküla - Nõmmemetsa - Nõmmküla - Põlma - Pühatu - Purku - Raela - Raikküla - Riidaku - Tamme - Ummaru - Vahakõnnu - Valli